# Kroki (Litwa)
Kroki (lit. Krakės) – miasteczko na Litwie, położone w okręgu kowieńskim, w rejonie kiejdańskim. Liczy 991 mieszkańców (2001).
Podczas okupacji hitlerowskiej, w sierpniu 1941 roku Niemcy utworzyli getto dla żydowskich mieszkańców. Przebywało w nim około 1200 osób (w tym Żydzi z Kiejdan, Erjagoły, Bejsagoły, Gudziun, Grynkiszek, Pacuneli i Datnowa). 4 października 1942 roku Niemcy zlikwidowali getto, a Żydów zamordowano na w lesie Peštinukai. Sprawcami zbrodni byli policjanci z 3 kompanii 13 Litewskiego Batalionu Schutzmannschaft. 